# Christiane Harzendorf
Christiane Harzendorf   (Borna, 28 de desembre de 1967) és una exremadora alemanya que va competir durant les dècades de 1980 i 1990. Fins a la reunificació alemanya ho va fer sota bandera de la República Democràtica Alemanya.
El 1992 va prendre part en els Jocs Olímpics de Barcelona, on guanyà la medalla de bronze en la prova del vuit amb timoner del programa de rem. En el seu palmarès també destaca una medalla d'or i dues de bronze al Campionat del món de rem.